# Regió Oriental de Nigèria
La Regió Oriental de Nigèria fou una divisió administrativa colonial, una regió amb autogovern de la Nigèria britànica i una regió amb autogovern de la primera república de Nigèria. La capital inicial fou Calabar, però després va passar a Enugu.
Després de la reunió de les administracions de Nigèria (la colònia i Protectorat de Nigèria del Sud i el Protectorat de Nigèria del Nord) el 1914, les dues regions originàries van seguir tenint una administració pròpia com a "Províncies del Sud" fins que el 1934 es va plantejar tornar a la divisió anterior de tres regions (Iorubalàndia, Nigèria del Sud i Nigèria del Nord). Això es va fer efectiu el 1939 quedant la colònia i Protectorat de Nigèria dividit en tres regions: la Regió Occidental, la Regió Oriental i la Regió Septentrional o del Nord.
Les eleccions del 1951 van donar la victòria al Consell Nacional de Nigèria i els Cameruns de Nnamdi Azikiwe i Eyo Ita. Sota la constitució vigent la regió Oriental va iniciar el seu autogovern, i Eyo Ita va esdevenir el Cap dels Afers del Govern, però amb una oposició manifesta a la constitució. El 1953 es va posar en vigor la constitució McPherson i diversos legisladors del NCNC es van oposar a les directrius del líder del partit en contra de tal constitució i Eyo Ita els va donar suport i diversos membres destacats del partit es van escindir; Eyo Ita va formar el Partit de la Independència Nacional que va obtenir només 9 diputats (3 més en va aconseguir un altre grup aliat) i el NCNC va obtenir una majoria aclaparadora i Azikiwe va esdevenir el ministre en Cap de la regió. Va mantenir la direcció del govern regional com a Primer Ministre quan la regió va obtenir autogovern complet l'1 d'octubre de 1954.
El novembre de 1960, quan Azikiwe va deixar la política activa per esdevenir el primer Governador General africà de Nigèria, i poc abans de les eleccions prèvies a la independència del 15 de desembre de 1959, es va nomenar un nou primer ministre que fou Michael Okpara, un dels membres destacats del partit que el 1953 va quedar en el bàndol lleial a Azikiwe.
El llenguatge franc d'Okpara va portar a tensions severes en les relacions entre el seu partit i el Congrés dels Pobles del Nord que governaven junts a nivell federal. Michael Okpara fou el dirigent del NCNC i primer ministre de Nigèria Oriental durant la Primera República de 1959 a 1966.
Tot i que fou un dels polítics detinguts després del cop militar de gener de 1966, va sobreviure mentre que els altres dos cap de govern (Nord i Oest) van ser assassinats pels militars. Quan el partit fou prohibit (gener de 1966) fou empresonat però alliberat a final d'any. Des de gener de 1966 els partits polítics de Nigèria foren tots prohibits pels militars i es va nomenar un governador militar per a la regió, el tinent coronel Chukwuemeka Odumegwu Ojukwu, que el 1967 va acabar proclamant la independència de Biafra.

## Províncies del Sud
Tinents governadors
- 1914 - 1920 Alexander George Boyle
- 1921 - 1925 Harry Claude Moorhouse
- 1925 - 1929 Fitz Herbert Ruxton
- 1929 - 1930 Cyril Wilson Alexander
- 1930 - 1935 Walter Buchanan-Smith

Cap Comissionat
- 1935 - 1939 William Edgar Hunt

## Regió Oriental de Nigèria
Caps Comissionats
- 1939 - 1943 Geoffrey Gay Shute
- 1943 - 1948 Frederick Bernard Carr
- 1948 - 1951 James Grenville Pyke-Nott

Tinents governadors
- 1951 - 1952 James Grenville Pyke-Nott
- 1952 - 1954 Clement John Pleass (Sir des de 1953)

Governadors (autogovern)
- 1954 - 1956 Sir Clement John Pleass
- 1956 - 1960 Sir Robert Stapledon
- 1960 - 1966 Sir Francis Akanu Ibiam
- 1966 - 1967 Chukwuemeka Odumegwu Ojukwu (governador militar amb poder executiu)

Cap d'Afers del Govern
- 1951 - 1953 Eyo Ita

Ministres en Cap
- 1953 - 1954 Nnamdi Azikiwe (del NCNC)

Primers Ministres
- 1954 - 1959 Nnamdi Azikiwe (del NCNC)
- 1960 - 1966 Michael Okpara (del NCNC)
- 1966 - 1967 Vacant per suspensió de la constitució